# Castillo San Felipe
El castillo San Felipe, también conocido como el Castillo Libertador, es una obra de ingeniería militar del siglo XVIII de origen novogranadino, también conocida como castillo Libertador, localizada en la base naval Agustín Armario de Puerto Cabello, Venezuela.

## Historia
La realización fue propuesta por el gobernador de la Provincia de Venezuela, Lope Carrillo de Andrade Sotomayor y Pimentel en 1729. Fue construido en el período comprendido entre 1732 y 1741 en honor al rey de España Felipe V de Borbón, por los ingenieros militares Juan de Gayangos Lascari y Juan Amador Courten, quien también participó en las obras realizadas en el golfo de Cumaná. La defensa de Puerto Cabello fue completada con la construcción del Fortín Solano (1766), formando parte de la comandancia de Caracas dentro del sistema defensivo del litoral de Nueva Granada.
Se erigió para la defensa de la población de Puerto Cabello, que era uno de los principales puertos de la Real Compañía Guipuzcoana, compañía privilegiada que tenía el monopolio comercial entre la Capitanía General de Venezuela y España. La importancia de Puerto Cabello en la época queda constatada por los sucesivos intentos de ataque por parte de las potencias europeas enemigas de España, especialmente Francia y Gran Bretaña, para anexionar este territorio español a sus posesiones caribeñas como Saint Domingue (Haití) o  Colonia de Jamaica.
Tras ser notoriamente derrotado en Cartagena de Indias en marzo de 1741, la flota inglesa de Edward Vernon intentó resarcirse atacando Cuba por Bahía de Cochinos, La Guaira y Puerto Cabello, sin éxito.

En 1743, durante la guerra del Asiento, que enfrentó al imperio Español contra Reino Unido en el Caribe, la flota del comodoro inglés Charles Knowles realizó un ataque naval a Puerto Cabello. Desde el 4 de abril hasta el 13 de mayo de 1743, en que la nave insignia de la escuadra se aleja, fue un constante bombardeo, desembarque de tropas, canje de prisioneros y hasta permiso a los ingleses para la toma de agua en la desembocadura del río Borburata. Durante este ataque los ingleses dispararon un aproximado de 900 bombas, de las cuales impactaron 40 en el castillo, aunque el daño en las murallas, cuarteles y baterías no fue proporcional al inclemente bombardeo. El ataque inglés dejó 30 muertos, entre los que se cuenta el Condestable del castillo y 60 heridos.

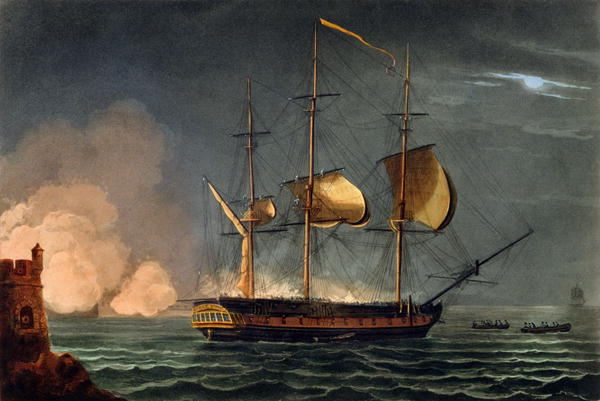
Asalto de la HMS Hermione en Puerto Cabello

Durante la guerra Anglo-Española, en la noche del 24 al 25 de octubre de 1799, seis botes y lanchas procedentes de la fragata inglesa HMS Surprise asaltaron el navío Santa Cecilia (antes HMS Hermione) que sus amotinados habían entregado a los españoles. La sorpresa fue total y el bombardeo de las piezas del castillo fue inefectivo; los escasos soldados de guardia en el buque fueron fácilmente arrollados. El capitán Hamilton y sus hombres se apoderaron del alcázar del barco y luego cerraron las escotillas, dejando a la tripulación –aún somnolienta– encerrada, limitándose a disparar tiros y sablazos a los confinados. Eso explica que los españoles sufrieran 119 muertos y 57 heridos. Sin embargo, los ingleses no tuvieron una sola baja, únicamente 12 heridos, entre ellos el capitán Hamilton.

### Guerra de independencia
Durante el periodo de las guerras de independencia hispanoamericanas, en 1806 la flota realista escoltó a Puerto Cabello a las goletas Bee y Backus de la fracasada expedición libertadora de Francisco de Miranda, que había sido financiada por Reino Unido y los Estados Unidos. Cincuenta y ocho prisioneros fueron encerrados en el castillo de San Felipe, siendo diez prisioneros, en su mayoría estadounidenses, ahorcados y descuartizados en la explanada del castillo el 21 de julio de 1806. Los demás sufrirían prisión por más de diez años. Las víctimas han sido consideradas como los primeros mártires no hispanos de la independencia de la América Española.
Durante la guerra de Independencia de Venezuela, se puede destacar el alzamiento del subteniente Francisco Fernández Vinoni, cuando el 30 de junio de 1812, armó a los prisioneros españoles del castillo al mando del coronel Simón Bolívar, iza el pabellón real y bombardea la ciudad de Puerto Cabello ocasionando la pérdida de la Primera República.[cita requerida] Allí estuvo preso el Generalísimo Francisco de Miranda antes de ser enviado a Cádiz vía Puerto Rico. A principios de 1813 escribe desde su celda un memorial a la Real Audiencia de Caracas exigiendo el cumplimiento de la capitulación de San Mateo de 1812. El 17 de septiembre de 1814 fue fusilado Vicente Salias, que según la tradición fue el autor de la letra del himno nacional de Venezuela. Luego de la batalla de Carabobo de 1821, el batallón realista Valencey en heroica retirada se refugió en el castillo, el cual fue el último reducto español en territorio venezolano hasta el 10 de noviembre. En 1822, asume el mariscal de campo Francisco Tomás Morales el mando supremo de la fortalezas de Puerto Cabello y el brigadier Sebastián de la Calzada fue nombrado segundo jefe. A partir del 3 de agosto de 1823 y como consecuencia de la capitulación de Morales ante los republicanos en Maracaibo, Calzada quedó como último comandante en jefe de la fortaleza, cargo que desempeñó hasta el 10 de noviembre del mismo año cuando capituló sus fuerzas ante el caudillo venezolano José Antonio Páez. Para la toma definitiva del Castillo San Felipe de Puerto Cabello, el General Páez le solicitó apoyo al Coronel Fernando Figueredo, ya que este había estado preso en esa fortificación y conocía perfectamente los espacios y vías de acceso de la misma. El Coronel Figueredo, Jefe del Escuadrón de Húsares de Caballería con memorables triunfos en varias batallas de la guerra independentista, como Junín, Ayacucho, Las Queseras del Medio y Carabobo, ideó un plan que consistió en aproximarse a nado durante las horas de la noche, para así evitar ser vistos, armados solo con espadas y cuchillos. Así se ejecutó el plan y se logró la toma en muy poco tiempo. Luego del triunfo, el General Páez escribió a quien fuera Jefe Militar de laz fuerzas acantonadas en Carabobo: "Coronel Figueredo, lo que hizo con su lanza el Negro Primero, por la libertad de nuestros pueblos, lo hicieron con la espada, usted y sus hermanos." 

### Era republicana
Tras la independencia de Venezuela, el 3 de noviembre de 1835, Páez decretó el indulto para los principales jefes de la Revolución de las Reformas, que aún combatían en oriente. La mayoría de los rebeldes cesaron la lucha, pero el 17 de diciembre de 1835, un grupo de reformistas bajo el mando de Blas Bruzual y Pedro Carujo tomó la plaza de Puerto Cabello y declaró el puerto en estado de sitio. Páez y el general León de Febres Cordero intervinieron en los combates en los cuales tanto Bruzual como Carujo fueron capturados el 24 de diciembre de 1835. Carujo fue herido, y como consecuencia de la infección murió en Valencia mientras que Bruzual fue encarcelado y luego escaparía para dirigirse a Colombia. Finalmente, con el control de Maracaibo el 1 de enero de 1836, y luego con la rendición del castillo Libertador el 1 de marzo de 1836, llegaba a su fin la contienda armada.
Cuando estalló la Guerra Federal, la escuadra española al mando del almirante Casto Méndez Núñez negándose a reconocer el bloqueo que practicaban los insurgentes, con arreglo al derecho internacional, penetró en la rada del puerto y protegió los bienes y vidas de los extranjeros.
El general Venancio Pulgar es encarcelado en el castillo, luego de la intentona de independizar al estado Zulia de Venezuela en 1869. Pulgar logra subvertir a la guarnición que configuraba el último bastión contra el recién instaurado gobierno de Antonio Guzmán Blanco.
En 1902, tanto la fortaleza, como el fortín Solano y hasta el mismo Puerto Cabello fueron objeto de los ataques de las baterías del acorazado inglés HMS Charybdis y el crucero alemán Vineta por incumplimiento de pagos de deudas a estas potencias europeas durante la dictadura de Cipriano Castro.
En la época de Cipriano Castro y Juan Vicente Gómez, el castillo fue convertido en cárcel donde estuvieron ilustres personajes disidentes como el general José Manuel Hernández, el escritor José Rafael Pocaterra, el general Ramón Cecilio Farreras, el general José Rafael Gabaldón, el anarquista Biófilo Panclasta, el tribuno Jóvito Villalba, el poeta Pío Tamayo, el caudillo Juan Pablo Peñaloza, el líder estudiantil Rómulo Betancourt, el escultor Alejandro Colina y el poeta Andrés Eloy Blanco quien escribió su obra poética Barco de piedra mientras duró su encierro y con este nombre aludía a la forma alargada del castillo, prisión rodeada del mar. En esa misma época sufrió cárcel el ilustre médico valenciano Nicolás Figueredo Boggio, quien luego de dar un valiente discurso en contra de la dictadura en la Plaza Bolívar de Valencia, fue mandado a apresar al día siguiente por orden directa de Juan Vicente Gómez. Poco más de cien años antes, en 1812, su abuelo el Coronel Fernando Figueredo prócer de la independencia, también sufrió allí cárcel de manos realistas, junto al Marqués Del Toro, a la caída de la Primera República después de haber comandado ambos la Campaña de Coro y haber sido vencidos en la Batalla de Araure. Posteriormente, éste a solicitud de José Antonio Páez, tomó parte junto a su escuadrón de espadas del Batallón de Húsares en 1823 en el asedio y toma del Castillo para desalojar el último reducto español en Venezuela.
El 2 de junio de 1962, Puerto Cabello fue escenario de una cruenta lucha entre tropas leales al presidente Rómulo Betancourt y fuerzas sublevadas de la base naval con apoyo de civiles y guerrilleros. Este hecho, que convirtió a la ciudad en campo de batalla, se conoce como El Porteñazo. Finalmente, el día 3 de junio, el Ministerio de Relaciones Interiores anunció que desde el amanecer, las Fuerzas Armadas leales al gobierno habían puesto fin a la rebelión con un saldo de más de 400 muertos y 700 heridos. Tres días después, luego de ser capturados los jefes del alzamiento, cae el último reducto de los insurrectos, el Fortín Solano.
Actualmente el acceso a la fortaleza está restringido al público, por encontrarse dentro de la base naval Agustín Armario.